# ТЕС Завія
ТЕС Завія — теплова електростанція в Лівії, розташована на узбережжі Середземного моря біля міста Ез-Завія, відомого подіями періоду повалення Муамара Каддафі та розташованими поряд руїнами стародавнього міста Сабрата.
У 2000-х роках на площадці ввели три однотипні блоки, споруджені за технологією комбінованого парогазового циклу. Кожен з них обладнаний двома газовими турбінами Alstom типу GT13E2 потужністю по 165 МВт та однією паровою Hyundai потужністю 150 МВт.
В 2014 році, на тлі істотного енергодефіциту в країні, на площадці ТЕС встановили дві мобільні газові турбіни General Electric типу TM2500+ потужністю по 26 МВт.
З моменту введення в експлуатацію ТЕС використовувала в своїй роботі нафтопродукти, проте в кінці 2000-х сюди організували подачу блакитного палива по трубопроводу Мелліта – Триполі. При цьому, враховуючи нестабільну безпекову ситуацію у Лівії в 2010-х роках, могли виникати перебої з подачею природного газу, як це було, наприклад, у січні 2017-го, коли газопровід перекрили мешканці міста Налут.